# Relaciones Colombia-Portugal
Las relaciones entre los Colombia y Portugal fueron establecidas el 9 de abril de 1857, 38 años después de la obtención de la independencia de Colombia, la cual en aquel entonces era la República de la Nueva Granada, con Mariano Ospina Rodríguez recién estrenado de presidente; por la parte portuguesa, la monarquía de Pedro V se acababa de estabilizar tras tres décadas de revoluciones en el país.

## Historia
El 9 de abril de 1857 se firma el Tratado de Comercio entre Portugal y Nueva Granada, que consagra el principio de la libertad de comercio y navegación, así como la garantía de reciprocidad de trato entre ambas partes. El 10 de julio de 1913 se crea la Legación portuguesa en Panamá, cuyo jefe de misión también debe ser acreditado como diplomático no residente en Costa Rica, Colombia y Venezuela.
El 10 de mayo de 1919 se suprime la Legación en Panamá. El 2 de septiembre de 1926 se crea la Legación en Caracas cuyo Jefe de Misión también podrá ser acreditado ante los Gobiernos de Colombia, Panamá, Costa Rica y Guatemala.
En 1944 se crea la Legación en Bogotá. El 2 de marzo de 1948, João Maria da Silva y Lima, ministro plenipotenciario residente en México, presenta credenciales como diplomático no residente en Bogotá. El 2 de febrero de 1945, Jorge César Rosa de Oliveira, enviado extraordinario y ministro plenipotenciario residente en Caracas, aparece acreditado también en Bogotá, convirtiéndose en el primer embajador portugués no residente en la República de Colombia. El 25 de julio de 1956, el ministro plenipotenciario João Rodrigues Affra, residente en La Habana (Cuba), presenta credenciales como diplomático no residente en Bogotá; También participa el 7 de agosto de 1958, como embajador extraordinario en la ceremonia de toma de poder del Presidente de la República de Colombia.
El 2 de enero de 1962 se crea la embajada en Bogotá: Presenta credenciales el embajador Salvador Sampayo Garrido. El 30 de agosto de 1977, Amândio da Silva Pinto, presenta credenciales como embajador residente, siendo el primer embajador oficial de Portugal en Colombia; también presentó credenciales como diplomático no residente en San José de Costa Rica. El 28 de diciembre de 1978 se firma en Lisboa un Acuerdo comercial.
El 14 de febrero de 1991, Antonio Abel Menezes Pinto Machado, presentó credenciales como embajador residente en Bogotá; también presentó credenciales como diplomático no residente en Quito (el 29 de octubre de 1991) y en Panamá (el 13 de febrero de 1992)

## Relaciones bilaterales
Según la Cancillería de Colombia, los temas más relevantes en las relaciones bilaterales entre ambas repúblicas son el apoyo político al posconflicto, las inversiones de Portugal en Colombia y la cooperación en programas culturales, educativos y deportivos. También se destaca la cooperación mutua en temas de agricultura.
Uno de los máximos organismos encargados de las relaciones comerciales y bilaterales entre ambos países es la Cámara de Comercio e Industria Luso-Colombiana, cuya presidenta es la portuguesa Rosario Marques.

### Comercio
Por parte de Portugal, su agencia encargada del comercio con Colombia, así como de la mayoría del comercio con otros países es dependiente de la Aicep Portugal Global, EPE (la Agencia para la Inversión y el Comercio Externo de Portugal).

Jurisdicción
La Embajada de Portugal en Colombia tiene jurisdicción para la República de Ecuador, Dominica y Santa Lucia.

## Misiones diplomáticas
Colombianas en Portugal 
- Embajada en Lisboa

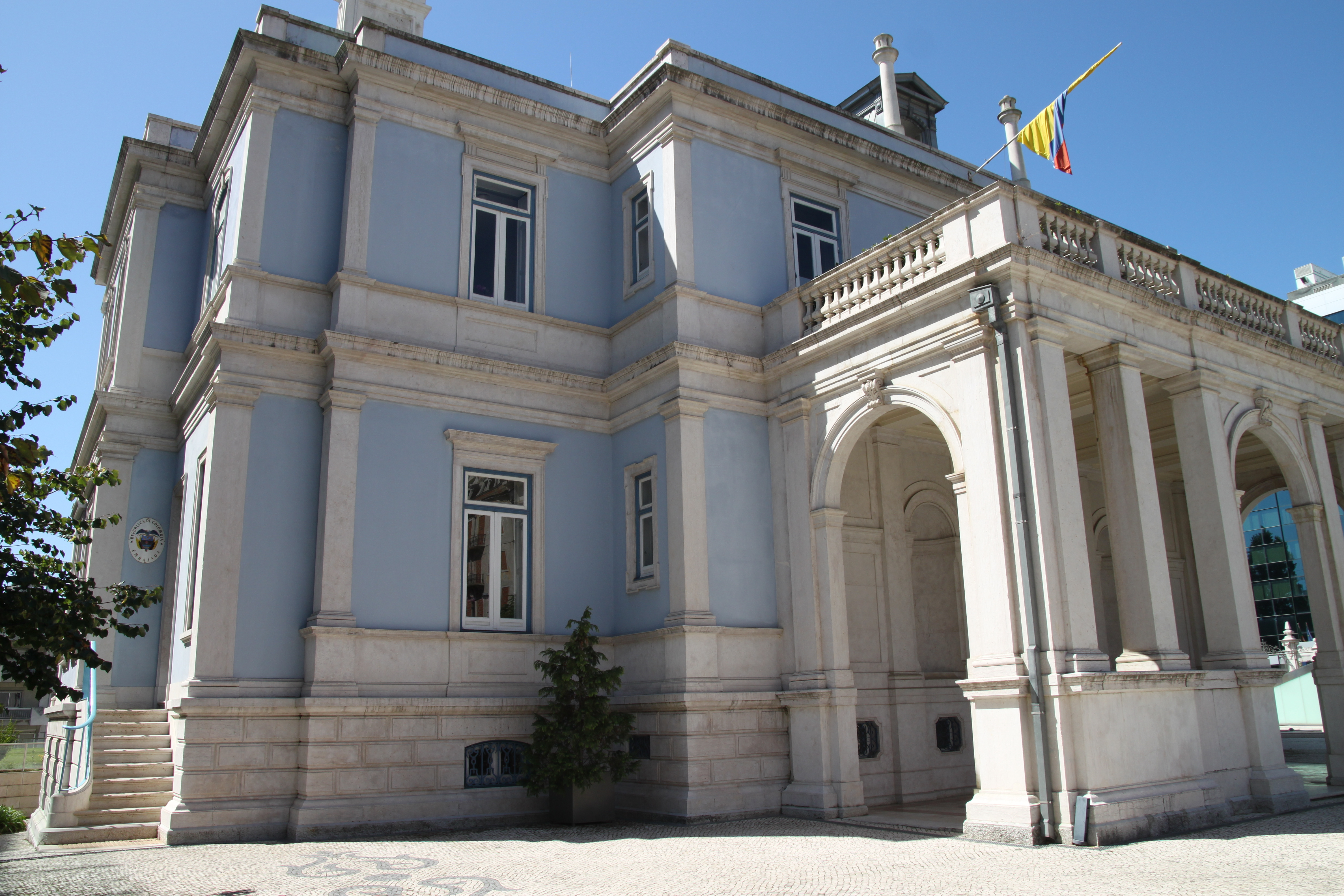
Embajada de Colombia en Lisboa

  - Embajador José Fernando Bautista Quintero.
- Consulado en Lisboa
  - Cónsul Juan David Herrera.
- Consulado en Oporto
  - Cónsul Honorario José García Fernández

Portuguesas en Colombia 
- Embajada en Bogotá
  - Embajadora Catarina Arruda
- Sección Consular en Bogotá
  - Cónsul Pedro Ataíde
- Consulado en Cali

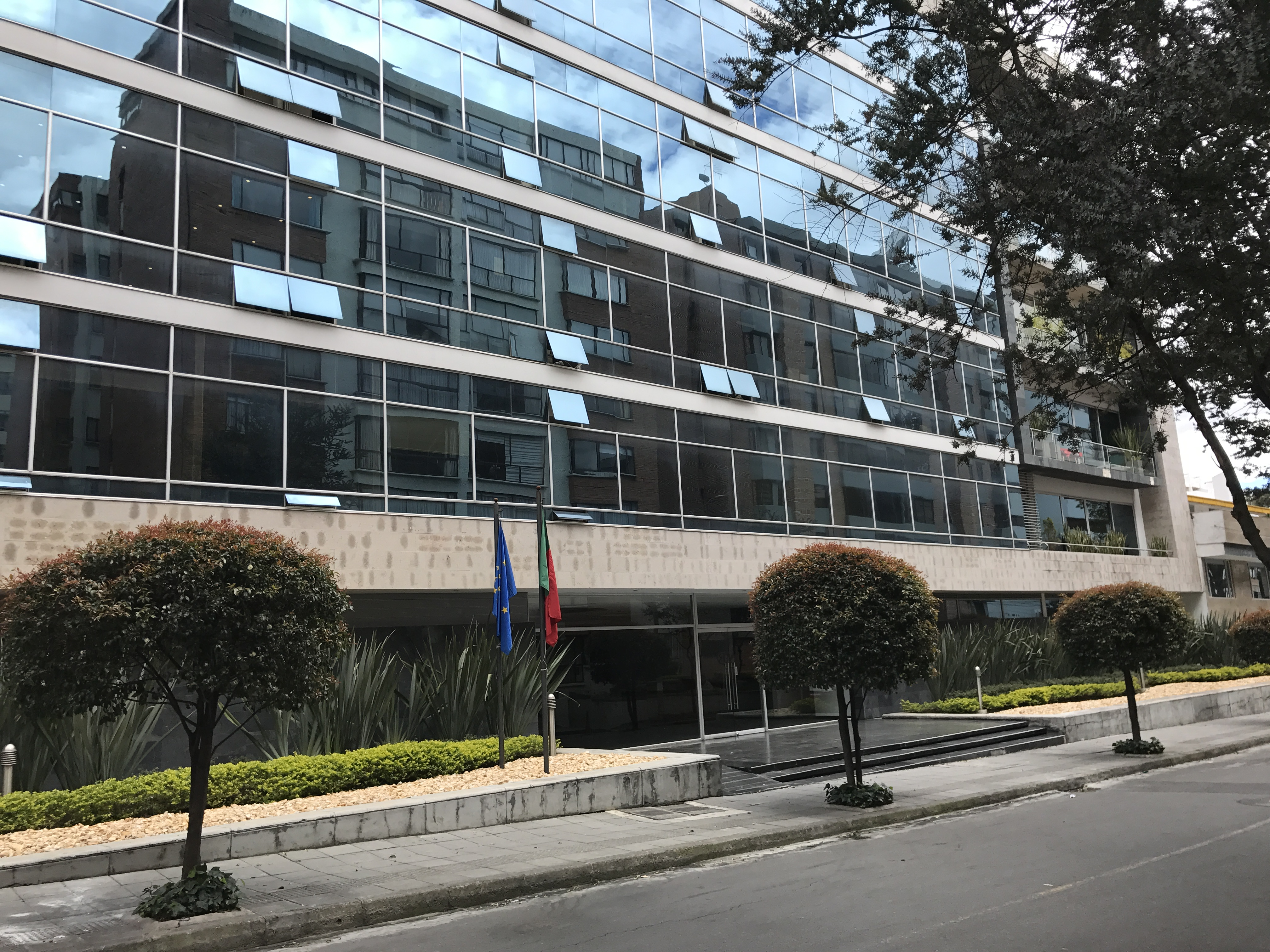
Embajada de Portugal en Bogotá

  - Cónsul Honorario Gonçalo José Zambrano de Oliveira
- Consulado en Cartagena
  - Cónsul Honorario Judith Porto de González
- Consulado en Medellín
  - Cónsul Honorario María Isabel Zárrate García

## Visitas de Estado
Portuguesas a Colombia
- 17 y 18 de abril de 2013: El presidente de Portugal visitó Colombia por la ocasión de la Feria Internacional del Libro de Bogotá. Hubo una visita por parte de Aníbal Cavaco Silva a los tres poderes de Colombia.

Colombianas a Portugal
- 14 y 15 de noviembre de 2012: El presidente de Colombia, Juan Manuel Santos, realizó una visita de Estado en Lisboa.
- 6 al 8 de mayo de 2023: El presidente de Colombia, Gustavo Petro, realizó una visita de trabajo a Lisboa.